# Legătură peptidică
O legătură peptidică este o legătură chimică care se formează între două molecule când grupa carboxil a uneia reacționează cu grupa amino a celeilalte, eliberând o moleculă de apă (H2O). Aceasta este o reacție de deshidratare (sau condensare) și are loc de obicei între aminoacizi. Legătura CO-NH rezultată se numește legătură peptidică, iar molecula rezultată este o amidă. Grupa funcțională de patru atomi -C(=O)NH- se numește grupă amidică sau (în cazul proteinelor) grupă peptidică. Polipeptidele și proteinele sunt lanțuri de aminoacizi legați prin legături peptidice, așa cum este PNA. Poliamidele, precum nailonul și aramida, sunt molecule sintetice (polimeri) care conțin legături peptidice.

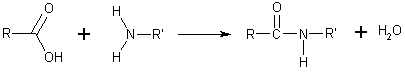
Figura 1: Reacţia de deshidratare, rezultând o amidă

Format:Structura primară a proteinelor